# Чебак (река)
Чебак (в верховье Ближний Чебак) — река в Томской области России. Устье реки находится в 120 км от устья по левому берегу реки Улуюл. Протяжённость реки 58 км, площадь бассейна — 597 км². Притоки — Безымянная и Дальний Чебак.

## Данные водного реестра
По данным государственного водного реестра России относится к Верхнеобскому бассейновому округу, водохозяйственный участок реки — Чулым от водомерного поста села Зырянское до устья, речной подбассейн реки — Чулым. Речной бассейн реки — (Верхняя) Обь до впадения Иртыша.
Код водного объекта — 13010400312115200022169.